# سمیر جعجع
سمیر فرید جعجع (زاده ۲۵ اکتبر ۱۹۵۲) سیاستمدار لبنانی، رهبر سابق حزب فالانژ لبنان و از رهبران ائتلاف ۱۴ مارس، در کنار سعد حریری و امین جُمَیِّل است.

## زندگی و تحصیلات
سمیر در منطقه عین رمانه در بخش شرقی بیروت در یک خانواده معروف مارونی به دنیا آمد. پدر او فرید جعجع از قریه‌ای به نام بشری در کوهستانهای شمال لبنان به بیروت مهاجرت کرده بود. سمیر جعجع تحصیلات دبستان و دبیرستان خود را در منطقه عین رمانه به اتمام رساند و در هنگام تحصیل به فعالیت در حزب فالانژیست‌های لبنان روی آورد. در دانشگاه سمیر جعجع وارد رشته پزشکی شد اما نتوانست این دوره را به پایان ببرد و در نصف راه تحصیلات دانشگاهی خود را رها کرد.
سمیر در سال ۱۹۸۷ با همسر فعلی خود «ستریدا جعجع» آشنا شد و در سال ۱۹۹۱ با وی ازدواج کرد اما از او فرزندی ندارد.

## فعالیتهای سیاسی
سمیر جعجع در سال ۱۹۸۹ موافقت خود را با پیمان طائف اعلام کرد و در ۲۴ آوریل ۱۹۹۴ به اتهام دست داشتن در انفجار کلیسای «سیده نجات» که در اثر آن ۱۱ نفر کشته و تعدادی مجروح به جا ماند، به زندان افتاد. سمیر جعجع متهم است که رهبر حزب ملی گرایان آزاد و خانواده او، رشید کرامی نخست وزیر اسبق لبنان، الیاس الزایک یکی از اعضای نیروهای لبنانی . همچنین جعجع متهم است که تلاش کرده بود میشل مور وزیر دفاع وقت لبنان را ترور کند.